# Hu Weide
Pour les articles homonymes, voir Hu.
Hu Weide (Chinois: 胡惟德; pinyin: Hú Wéidé; Wade–Giles: Hu Wei-te) était un homme politique et diplomate chinois de la dynastie Qing et de la République de Chine.

## Biographie

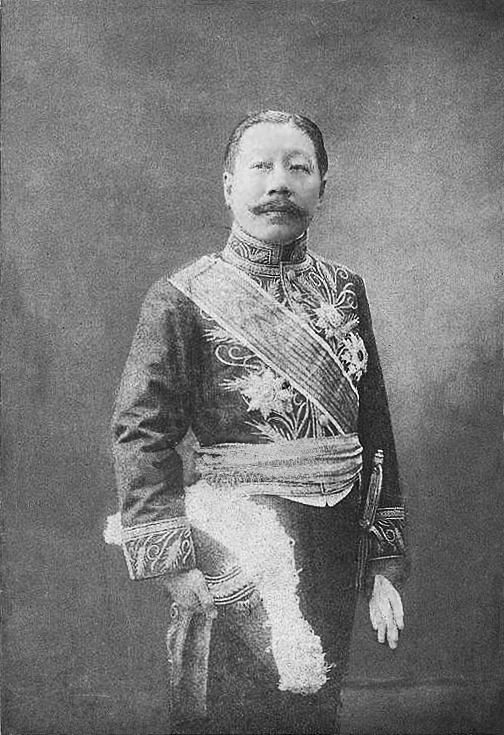
Hu Weidé.

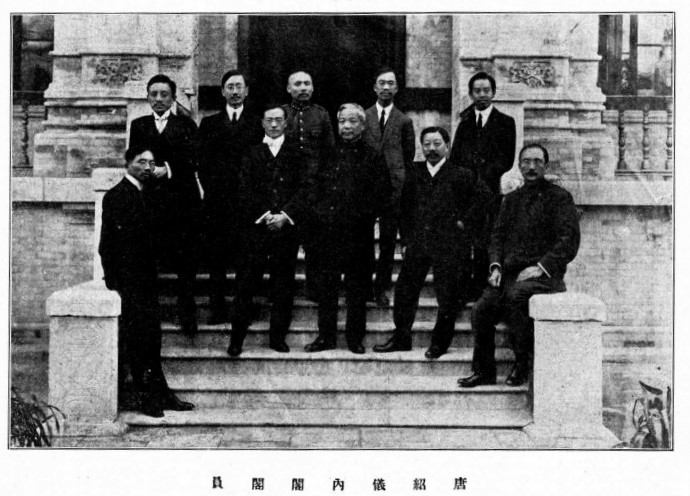
Hú Wéidé sur une photo de groupe.

Bien que lié par alliance à la dynastie Qing, il accepta la création de la République et servit dans son ministère des Affaires étrangères, après avoir été vice-ministre des Affaires étrangères sous la dynastie Qing en tant que membre du cabinet de Yuan Shikai. Il a été ambassadeur en Russie, au Japon et en France, et était un rival de Wu Tingfang. Il a également été juge à la Cour permanente de justice internationale.
Après que Duan Qirui fut éjecté de Pékin en 1926, Hu fut très brièvement président et Premier ministre par intérim.
La carrière politique de Hu Weide est unique dans le sens où sa carrière ne s'est pas terminée par le passage du pouvoir d'une forme de gouvernement à une autre. Il était un homme politique et diplomate de premier plan à la fin de la dynastie Qing ainsi qu'au début de la République de Chine. Son rôle dans l’histoire de la diplomatie chinoise est immense, même s’il est également considéré par beaucoup comme responsable de la faiblesse de la diplomatie chinoise. Hu a été véritablement l’un des premiers hommes politiques chinois à avoir une solide compréhension des affaires mondiales. Il est diplômé du Collège des interprètes de Shanghai. Sa maîtrise de l'anglais, du français et du russe lui a permis de poursuivre l'étude de ces pays, ce qui a fait de lui un spécialiste de ces nations.
L'influence de Hu Weide dans les cercles diplomatiques, tant au niveau chinois qu'international, est illustrée par sa participation en tant que membre de la délégation chinoise lors du traité de Versailles et de la conférence de paix de La Haye[Laquelle ?]. Bien qu'il n'ait pas été particulièrement loué pour ses efforts en faveur de l'établissement de la démocratie en Chine, son rôle a été crucial dans le processus de convaincre le gouvernement Qing déchu de céder le pouvoir à la nouvelle République.